# Joey Tenute
Joey Tenute, född 2 april 1983 i Hamilton, Ontario, är en kanadensisk före detta professionell ishockeyspelare.

## Spelarkarriär
Tenute draftades av New Jersey Devils i 2003 års NHL Entry Draft som 261:a spelare totalt. År 2005 blev Tenute som free agent kontrakterad av Washington Capitals.
Under säsongen 2005/2006 spelade Tenute främst med Hershey Bears i American Hockey League (AHL) och hjälpte laget till att stå som slutsegrare i Calder Cup. Den 7 februari 2006 gjorde Tenute sin NHL-debut, och hittills enda NHL-match, när Washington Capitals mötte Florida Panthers. Den 9 juli 2007 kontrakterades Tenute som free agent av Phoenix Coyotes.
Tenute spelade för finska SM-liigalaget Jokerit säsongen 2008/2009 under coachen Glen Hanlon, samma tränare som i sin enda NHL-match för Washington. Inför säsongen 2009/2010 skrev Tenute på för DEL-laget Frankfurt Lions. På grund av ekonomiska problem upphörde klubben med sin verksamhet under säsongen, och Tenute skrev då på för DEL-kollegan Hamburg Freezers.
Efter två säsonger i Tyskland återvände Tenute till Finland och tecknat ett två-årskontrakt med Tappara den 21 mars 2011. Den 11 november 2011 fick dock Tenute lämna klubben och skrev då på för det österrikiska EBEL-laget EC KAC.
Halvvägs genom AHL-säsongen 2012/2013, den 7 januari 2013, tecknatde Tenute ett avtal med laget från sin hemstad, Hamilton Bulldogs. Tenute återvände sedan till Europa och skrev den 16 maj 2013 på för Malmö Redhawks i Hockeyallsvenskan. Med 16 mål och 50 poäng på 49 matcher vann Tenute Hockeyallsvenskans poängliga och den 19 februari 2014 tecknade Tenute ett nytt tvåårskontrakt med Malmö.

## Spelarstatistik
| 2000–01    | Barrie Colts             | OHL         | 61 | 13 | 18 | 31  | 38  | 5  | 1 | 1 | 2  | 10 |
| 2001–02    | Barrie Colts             | OHL         | 66 | 19 | 31 | 50  | 76  | 20 | 7 | 7 | 14 | 28 |
| 2002–03    | Sarnia Sting             | OHL         | 68 | 41 | 71 | 112 | 75  | 3  | 1 | 2 | 3  | 0  |
| 2003–04    | Sarnia Sting             | OHL         | 58 | 22 | 56 | 78  | 70  | 3  | 2 | 2 | 4  | 17 |
| 2004–05    | South Carolina Stingrays | ECHL        | 68 | 34 | 41 | 75  | 102 | 4  | 2 | 1 | 3  | 0  |
| 2005–06    | Hershey Bears            | AHL         | 61 | 20 | 30 | 50  | 60  | 19 | 2 | 3 | 5  | 12 |
| 2005–06    | Washington Capitals      | NHL         | 1  | 0  | 0  | 0   | 0   | —  | — | — | —  | —  |
| 2006–07    | Hershey Bears            | AHL         | 68 | 28 | 39 | 67  | 58  | 9  | 4 | 1 | 5  | 8  |
| 2007–08    | San Antonio Rampage      | AHL         | 78 | 21 | 28 | 49  | 72  | 7  | 2 | 0 | 2  | 2  |
| 2008–09    | Jokerit                  | SM-liiga    | 56 | 17 | 21 | 38  | 58  | 5  | 2 | 1 | 3  | 4  |
| 2009–10    | Frankfurt Lions          | DEL         | 53 | 15 | 30 | 45  | 59  | 4  | 0 | 1 | 1  | 0  |
| 2010–11    | Hamburg Freezers         | DEL         | 15 | 2  | 12 | 14  | 16  | —  | — | — | —  | —  |
| 2011–12    | Tappara                  | SM-liiga    | 18 | 2  | 5  | 7   | 8   | —  | — | — | —  | —  |
| 2011–12    | EC KAC                   | EBEL        | 32 | 7  | 16 | 23  | 16  | 16 | 5 | 6 | 11 | 14 |
| 2012–13    | Hamilton Bulldogs        | AHL         | 40 | 8  | 17 | 25  | 51  | —  | — | — | —  | —  |
| 2013–14    | Malmö Redhawks           | Allsvenskan | 49 | 16 | 34 | 50  | 36  | 10 | 2 | 3 | 5  | 10 |
| 2014–15    | Malmö Redhawks           | Allsvenskan | 39 | 12 | 23 | 35  | 30  | —  | — | — | —  | —  |
| NHL totalt | NHL totalt               | NHL totalt  | 1  | 0  | 0  | 0   | 0   | —  | — | — | —  | —  |